# Biathlon-Award
Biathlon-Award — ряд ежегодных наград в мировом биатлоне, учреждённых в 2003 году. C 2009 года введено онлайн-голосование, до этого победителей определяло исключительно жюри. Традиционно церемония вручения проходила в Оберхофе, но итоги 2009 года были подведены в Рупольдинге, причём имена победителей объявлены при вручении призов, а не заранее, как было до этого.
В 2011 году впервые была вручена премия под названием "Приз фэйр-плей" немке Катрин Хитцер , за то, что на одном из этапов Кубка мира она оказала первую помощь швейцарской биатлонистке Селине Гаспарин..

## Лауреаты

### Биатлонист года
| Год  | Биатлонист           | Гражданство |
| ---- | -------------------- | ----------- |
| 2003 | Уле-Эйнар Бьёрндален | Норвегия    |
| 2004 | Рафаэль Пуаре        | Франция     |
| 2005 | Уле-Эйнар Бьёрндален | Норвегия    |
| 2006 | Свен Фишер           | Германия    |
| 2007 | Михаэль Грайс        | Германия    |
| 2008 | Эмиль Хегле Свендсен | Норвегия    |
| 2009 | Томаш Сикора         | Польша      |
| 2010 | Эмиль Хегле Свендсен | Норвегия    |
| 2011 | Тарьей Бё            | Норвегия    |

### Биатлонистка года
| Год  | Биатлонистка     | Гражданство |
| ---- | ---------------- | ----------- |
| 2003 | Мартина Глагов   | Германия    |
| 2004 | Лив-Грете Пуаре  | Норвегия    |
| 2005 | Сандрин Байи     | Франция     |
| 2006 | Кати Вильхельм   | Германия    |
| 2007 | Магдалена Нойнер | Германия    |
| 2008 | Магдалена Нойнер | Германия    |
| 2009 | Хелена Юнссон    | Швеция      |
| 2010 | Дарья Домрачева  | Беларусь    |
| 2011 | Кайса Макарайнен | Финляндия   |

### Тренер года
| Год  | Тренер                        | Гражданство         | Команда                                 |
| ---- | ----------------------------- | ------------------- | --------------------------------------- |
| 2003 | Франк Ульрих Уве Мюссигганг   | Германия · Германия | Германия (мужчины) · Германия (женщины) |
| 2004 | Рогер Груббен Одд Лирхус      | Норвегия · Норвегия | Норвегия (мужчины) · Норвегия (женщины) |
| 2005 | Рогер Груббен Уве Мюссигганг  | Норвегия · Германия | Норвегия (мужчины) · Германия (женщины) |
| 2006 | Франк Ульрих Вольфганг Пихлер | Германия · Германия | Германия (мужчины) · Швеция (женщины)   |
| 2007 | Клаус Зиберт                  | Германия            | Китай (мужчины)                         |
| 2008 | Йоар Химле                    | Норвегия            | Норвегия (мужчины)                      |
| 2009 | Вольфганг Пихлер              | Германия            | Швеция (женщины)                        |
| 2010 | Стефан Бутье                  | Франция             | Франция                                 |
| 2011 | Микаэль Лефгрен               | Швеция              | Норвегия (мужчины)                      |

### Новичок года
| Год  | Биатлонист           | Гражданство |
| ---- | -------------------- | ----------- |
| 2007 | Магдалена Нойнер     | Германия    |
| 2008 | Светлана Слепцова    | Россия      |
| 2009 | Доминик Ландертингер | Австрия     |
| 2010 | Мартен Фуркад        | Франция     |
| 2011 | Доротея Вирер        | Италия      |

### Приз фэйр-плей[2].
| Год  | Биатлонист      | Гражданство |
| ---- | --------------- | ----------- |
| 2010 | Симоне Биондини | Италия      |
| 2011 | Катрин Хитцер   | Германия    |

### Награда за достижения
| Год  | Биатлонист         | Гражданство |
| ---- | ------------------ | ----------- |
| 2003 | Александр Голев    | Россия      |
| 2004 | Франк Лук          | Германия    |
| 2005 | Янеж Водичар       | Словения    |
| 2006 | Зденек Каспер      | Чехия       |
| 2007 | Петер Байер        | Германия    |
| 2008 | Клас Лестандер     | Швеция      |
| 2009 | Магдалена Форсберг | Швеция      |
| 2010 | Фолькер Шмид       | Германия    |
| 2011 | Виктор Маматов     | Россия      |

### Журналист года
| Год  | Журналист                                       | Гражданство                    | СМИ                                      |
| ---- | ----------------------------------------------- | ------------------------------ | ---------------------------------------- |
| 2003 | Герберт Фриценвенгер Герман Олец Уве Йенцш      | Германия · Германия · Германия | ZDF dpa                                  |
| 2004 | Ола Лунде Синиша Урошевич                       | Норвегия · Словения            | NRK Delo                                 |
| 2005 | Андреас Лаутербах Райнер Розенбаум Петер Страке | Германия · Германия · Германия | ZDF ARD sid                              |
| 2006 | Зиги Хайнрих Алоис Фартнер                      | Германия · Австралия           | Eurosport IBU (фотограф)                 |
| 2007 | Кристиан Манцони                                | Швейцария                      | IBU (фотограф)                           |
| 2008 | Клаус-Юрген Альде                               | Германия                       | ARD-Hörfunk                              |
| 2009 | Йон Хервиг Карлсен                              | Норвегия                       | NRK (комментатор)                        |
| 2010 | Джерри Кокеш                                    | США                            | Ассоциация биатлона США (медиа-менеджер) |
| 2011 | Дмитрий Губерниев                               | Россия                         | Россия-2                                 |
| 2012 | Йон Хервиг Карлсен                              | Норвегия                       | NRK (комментатор)                        |

### Оргкомитет года
| Год  | Место               | Турнир          |
| ---- | ------------------- | --------------- |
| 2003 | Оберхоф, Германия   | Этап Кубка мира |
| 2004 | Антерсельва, Италия | Этап Кубка мира |
| 2005 | Антерсельва, Италия | Этап Кубка мира |
| 2006 | Антерсельва, Италия | Этап Кубка мира |